# Festival di Cannes 1952
La 5ª edizione del Festival di Cannes si è svolta a Cannes dal 23 aprile al 10 maggio 1952.
La giuria presieduta dallo scrittore francese Maurice Genevoix ha assegnato il Grand Prix per il miglior film ex aequo a Due soldi di speranza di Renato Castellani e Otello di Orson Welles.

## Selezione ufficiale

### Concorso
- Leilet Gharam, regia di Badrakhan (Egitto)
- La ausente, regia di Julio Bracho (Messico)
- Herz der Welt, regia di Harald Braun (Germania)
- Salita al cielo (Subida al cielo), regia di Luis Buñuel (Messico)
- Due soldi di speranza, regia di Renato Castellani (Italia)
- Siamo tutti assassini (Nous sommes tous des assassins), regia di André Cayatte (Francia)
- Tico-tico no fubá, regia di Adolfo Celi (Brasile)
- Ibn El Nil, regia di Youssef Chahine (Egitto)
- Fanfan la Tulipe, regia di Christian-Jaque (Francia/Italia)
- Umberto D., regia di Vittorio De Sica (Italia)
- Die Stimme des anderen, regia di Erich Engel (Germania)
- Gigolò e Gigolette (Encore), regia di Harold French, Pat Jackson e Anthony Pelissier (Gran Bretagna)
- Das letzte Rezept, regia di Rolf Hansen (Germania)
- Nekri politeia, regia di Frixos Heliades (Grecia)
- Viva Zapata!, regia di Elia Kazan (USA)
- Piangi mio amato paese (Cry, the Beloved Country), regia di Zoltán Korda (Regno Unito)
- Il cappotto, regia di Alberto Lattuada (Italia)
- Maria Morena, regia di Lazaga Y Forque (Spagna)
- Der Weibsteufel, regia di Wolfgang Liebeneiner (Austria)
- La leggenda di Parsifal (Parsifal), regia di Daniel Mangrane e Carlos Serrano De Osma (Spagna)
- Ha ballato una sola estate (Hon dasade en sommar), regia di Arne Mattson (Svezia)
- Il medium (The Medium), regia di Gian Carlo Menotti (USA)
- Trois femmes, regia di André Michel (Francia)
- Un americano a Parigi (An American in Paris), regia di Vincente Minnelli (USA)
- Guardie e ladri, regia di Mario Monicelli e Steno (Italia)
- Nami, regia di Noboru Nakamura (Giappone)
- Surcos, regia di José Antonio Nieves-Conde (Spagna)
- Arashi no Nakano Haha, regia di Kiyoshi Saheki (Giappone)
- Amar Bhoopali, regia di V. Shantaram (India)
- Nødlanding, regia di Arn Skouen (Norvegia)
- Paso en mi barrio, regia di Mario Soffoci (Argentina)
- Le Banquet des fraudeurs, regia di Henri Storck (Belgio)
- Otello (Othello), regia di Orson Welles (Francia/Italia/Marocco/USA)
- Pietà per i giusti (Detective Story), regia di William Wyler (USA)
- Genji Monogatari, regia di Kosaburo Yoshimura (Giappone)

### Fuori concorso
- La tenda scarlatta (Le Rideau cramoisi), regia di Alexandre Astruc (Francia)

## Giuria
- Maurice Genevoix, scrittore (Francia) - presidente
- Tony Aubin, compositore (Francia)
- Madame Georges Bidault (Francia)
- Pierre Billon, regista (Francia)
- Chapelain - Midy, artista (Francia)
- Louis Chauvet, giornalista (Francia)
- A. de Rouvre, produttore (Francia)
- Guy Desson (Francia)
- Gabrielle Dorziat, attrice (Francia)
- Jean Dréville, regista (Francia)
- Jacques-Pierre Frogerais, produttore (Francia)
- André Lang, giornalista (Francia)
- Jean Mineur (Francia)
- Raymond Queneau, scrittore (Francia)
- Georges Raguis (Francia)
- Charles Vildrac, scrittore (Francia)

## Palmarès

### Lungometraggi
- Grand Prix: Due soldi di speranza, regia di Renato Castellani (Italia) ex aequo Otello (Othello), regia di Orson Welles (Francia/Italia/Marocco/USA)
- Premio speciale della giuria: Siamo tutti assassini (Nous sommes tous des assassins), regia di André Cayatte (Francia)
- Prix du film lyrique: The Medium, regia di Gian Carlo Menotti (USA)
- Prix de la mise en scène: Christian-Jaque - Fanfan la Tulipe (Francia/Italia)
- Prix d'interprétation féminine: Lee Grant - Pietà per i giusti (Detective Story), regia di William Wyler (USA)
- Prix d'interprétation masculine: Marlon Brando - Viva Zapata!, regia di Elia Kazan (USA)
- Prix du scénario: Piero Tellini - Guardie e ladri, regia di Mario Monicelli e Steno (Italia)
- Prix de la meilleure partition musicale: Sven Sköld - Ha ballato una sola estate, regia di Arne Mattson (Svezia)
- Prix de la photographie et de la composition plastique: Kohei Sugiyama - Genji Monogatari, regia di Kosaburo Yoshimura (Giappone)

### Cortometraggi
- Grand Prix du court métrage: Het schots is te boord, regia di Herman van der Horst (Paesi Bassi)